# Château Couhins
Le château Couhins (Conhins en occitan, c'est-à-dire confins), est un domaine viticole situé à Villenave-d'Ornon en Gironde. Situé en AOC pessac-léognan, il est classé grand cru dans le classement des vins de Graves. Il appartient depuis les années 1960 à l'INRA (Institut national de recherche agronomique devenu l'INRAE).

## Vins

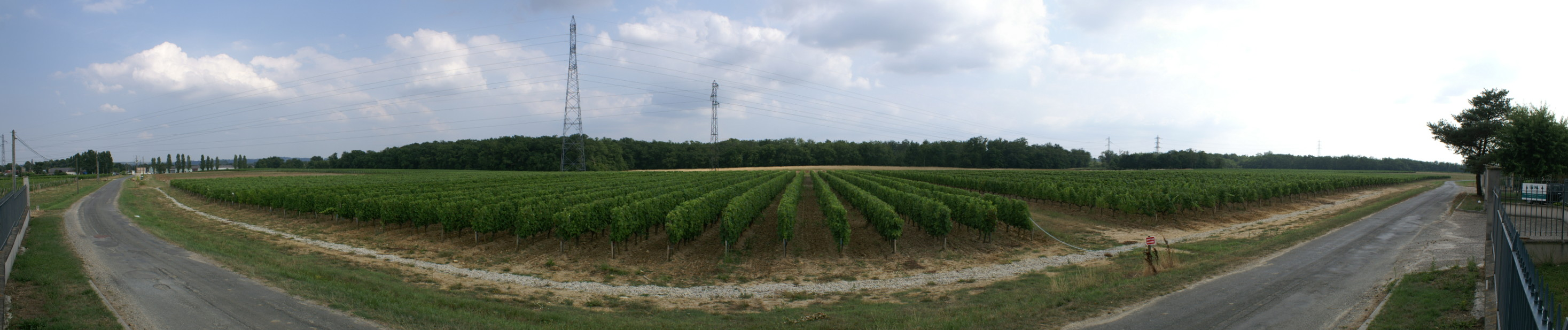